# ツリーイング・カー
ツリーイング・カー（英：Treeing Cur）は、アメリカ合衆国原産のツリーイング・ドッグ犬種である。

## 歴史
もともとツリーイング・カーはツリーイング（揚げ木猟）のできるセントハウンド犬種、カー犬種、ファイスト犬種を掛け合わせて生み出されたミックス犬であった。米国開拓史時代から存在していた古い犬であったが、ひとつの品種として固定されたのは近代である（後述）。
ツリーイング・カーはさまざまな動物をツリーイングするのに使われている。リスなどの小型獣だけでなくアライグマ、アメリカクロクマ、ピューマなどの猛獣も相手にすることができる。パックで獲物のにおいを追跡し、発見すると吠えながら追いかけて木の上に追い詰める。そして、追い詰めた獲物を主人が猟銃で撃ち落とすか、木に登って振り落として犬に仕留めさせるのが主な猟の内容である。本種は狩る獲物によって猟のスタイルを自由に変化させることができ、一度の猟に数種の獲物を獲ることが可能である。又、体は小さいがパックでかかればグリズリーをも倒すことができるほどの狩猟能力を持っているため、人気が高く沢山飼育されていた。
品種としてある程度の固定が完了したのは1990年代のことで、今までの猟犬としての長所を潰さないようにするため、固定の際には犬種基準（スタンダード）には大きな幅が設けられた。公式な犬種クラブは1993年に結成され、広く名が知られるようになった。現在も多くは実猟犬として飼育されているが、一部はペットとしても飼育されている。アメリカでは割と一般的な犬種ではあるが、原産国外ではほとんど知られていない。尚、スタンダードの幅が広くバリエーションに富んだ犬種であるため、FCIには公認されていない。

## 特徴
能力重視のブリーディングが現在も継続されているため、容姿にはいくらかばらつきがある。しかし、裏を返せば個性が豊かな犬種であり、そこが本種の愛好家にとっての魅力になっている。はっきりと統一されているのは体型やマズルの長さ、コートの長さや高い狩猟能力を持つことなどであるが、異タイプ間での交配が許可されている。筋肉質で引き締まった体つきで、脚が長い。ツリーイング・ドッグとしてはファイスト種（小柄で主に小型獣をツリーイングするのに使われる犬）に近い体型をしており、性質も近い。胸は広く、頭部の形はアップルヘッド若しくはセントハウンドヘッド。耳は垂れ耳、半垂れ耳、ボタン耳、折れ耳（ローズ耳）のいずれかで、断耳による立ち耳は禁止されている。尾は垂れているのが原則で、飾り毛は有っても無くてもよく、尾の長さも長くても短くてもよい。もし断尾するとしても、その長さも任意である。ただし、尾の全切除は禁止されている。コートはスムースコートで、毛色に制限は無い。小〜中型犬程度の大きさで、性格は忠実で従順だが、猟の際には勇敢で獰猛な性格に変化する。状況判断力が優れていて、頭の回転が速くいざというときの対処も迅速に行うことができる。パック（群れ）で猟をするため比較的友好的で、子供や他の犬とも仲良くすることができる。運動量は普通だが、もともとの仕事柄により獲物や不審者とみなしたものには大きな通る声で吠えるため、注意が必要である。狩猟本能が旺盛で、家庭犬としてはフリスビーやボール遊びなどを好む活発な犬である。